# マルシリオ・フィチーノ

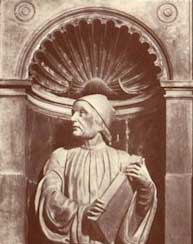
マルシリオ・フィチーノ

マルシリオ・フィチーノ（Marsilio Ficino 1433年10月19日 - 1499年10月1日）は、イタリア・ルネサンス期の人文主義者、哲学者、神学者。メディチ家の保護を受け、プラトンなどギリシア語文献の著作をラテン語に翻訳した。プラトン・アカデミーの中心人物。近年はルネサンスの芸術思想をはじめ、魔術思想、神秘思想の面など多方面で注目される思想家となった。

## 生涯
メディチ家の侍医（コジモの主治医）の子としてフィリーネ・ヴァルダルノで生まれる。最初の哲学教師はアリストテレス派の医者であった。

### コジモに才能を見出された幼少期
1439年、コジモがエウゲニウス4世との繋がりから開催したフィレンツェ公会議のとき、コンスタンティノープルからきたゲオルギオス・ゲミストス・プレトンが西洋に伝わっていなかったプラトンの著作（おそらくギリシア語）を携えてきて、コジモの後援を得てプラトン講義を行う（同行していたマヌエル・クリュソロラスはプラトンの『国家』を自らギリシャ語からラテン語に翻訳した）。このとき、プレトンの提案によりコジモは古代のプラトン・アカデミーにならったサークルを構想する。このときに今後発足するプラトン・アカデミーの発足を考えて、コジモの侍医の息子マルシリオ・フィチーノ（当時6歳）に白羽を立てて、生活費を全面的に援助してギリシア語・ラテン語の習得に専念させた。
中世ヨーロッパではスコラ学のなかでアリストテレスは知られていたものの、プラトンについては（『ティマイオス』などを例外として）ほとんど知られていなかった。フィレンツェ公会議などを契機に東ローマ帝国の学者などを介してプラトンをはじめ多くのギリシア語文献が伝わった。フィチーノによるプラトン全集の翻訳はルネサンス期の新プラトン主義（ネオプラトニズム）隆盛の元になった。但し、新プラトン主義とは、プロティノスが唱えたもので、フィチーノはプラトンよりもこのプロティノスの翻訳に専念したともいわれる。
コジモは1434年にフィレンツェのリーダーになってから、アルベルティや後のニコラウス5世など著名人を呼び、ブルネレスキやドナテッロなどを合わせたギリシアやローマの知見を含めた数学の研究を行っている。さらにその後、ニッコロ・ニッコリの後援などを経て多くの古典文献の収集も行い、1444年にサンマルコ修道院内に図書館を創設し後のニコラウス5世が管理をして、文献など学術する環境は整う。
1456年には様々な本を執筆するようになる。
この時期からプラトンに傾倒したようで、フィレンツェの大司教が、プラトニックの異端（当時はまだアウグスティヌスのキリスト教の信仰が強く、ギリシアの学問は異教徒の学問と考えられもしていた）に向かって逸脱する可能性を心配し、ボローニャで医学とトマス・アクィナス（おそらくキリスト教と異教徒の学問を真剣に考えた人だから）の仕事両方を研究するようにアドバイスした。
この1450年代半ばは、プラトンだけでなくアリストテレス学者やギリシア語などの様々な著名人をコジモは集めて講義してもらっている（背景として1453年コンスタンティノープル陥落があり、これによって東ローマのギリシャ学者らがフィレンツェにも多く来ているためもある。またそれに伴うローディの和などの関係で近隣諸国に対してコジモは学者を派遣している）。特にジョバンニ・アルジロープロ（ヨアニス・アルギロプロス、Giovanni Argiropulo）というプラトンの方向性ももつ学者がフィレンツェで講演をしフィチーノも聞いていて、更にバルトロメオ・サッキ（Bartolomeo Sacchi）も講演を聞くために訪れ、フィチーノとサッキは友人になっている。
またフィチーノは後にも『ニコマコス倫理学』を大いに利用し、アリストテレスは否定していない。

### プラトン・アカデミーの筆頭
コジモ・デ・メディチ（1389年-1464年）に才能を見出されて、フィレンツェ郊外のカレッジに別荘を与えられ、プラトン・アカデミーというサークルを1462年（1459年という記述も多い）に作りその筆頭者となる（1443年に創設という文献もあったがおそらくそれはサンマルコ図書館などでベースを作ったので構想したというレベルではないだろうか）。
また、コジモが創立した私的なサークル、プラトン・アカデミーの中心となり、同サークルの活動によりポリツィアーノ、ピコ・デラ・ミランドラらに直接的に影響を与えた。
1463年にコジモの意向により東ローマ帝国からヘルメス文書を翻訳（ギリシャ語からラテン語）にする（刊行は1471年）。
12世紀のルネサンスがイスラム世界から入った古典学芸を主としてアラビア語を介して復興した運動であったのに対し、この時期のルネサンスはギリシア語など原語から古典学芸をラテン訳したのが特徴である。また新プラトン主義の祖でもあるプロティノスらのころからヘルメス伝説を吸収していた関係もあっての事だろう。ヘルメス主義と総称されるヘルメス文書の思想はキリスト教以前の知とみなされ、キリスト教の立場から合理的に解釈する者もいたが、魔術思想の書とも考えられた。またヘルメス文書は占星術的思考（天体の変動が地上の世界に影響していると考えるなど）が多く入っていて、フィチーノは占星術を学問の中心に置くようになる。
次いで1469年頃からプラトン全集の翻訳に従事し始める。1474年に『ピレボス（快楽について）』『饗宴（愛について）』、1484年に『ティマイオス（自然について）』、1494年に『パルメニデス（イデアについて）』を翻訳している。
「プラトンの訳を完成した時、フィレンツェにひとりの若い貴公子ピコ・デラ・ミランドラが来て仲間に加わり、フィチーノにさらにプロティノスの訳をすすめたという」。プロティノスの著作の翻訳は1484年『エンネアデス（Enneadi）』をしている。刊行はおそらく1492年で、フィチーノがラテン語に翻訳したことでプロティノスは再発見されたようである。

### 著名人として
1473年に司祭に叙階された。主著『プラトン神学』 (Theologia Platonica, 1474) 、『愛について』 (De Amore, 1475)などを著した。
1489年『三重の生』を出版。
フィチーノ的には神からキリスト教と同じくギリシア哲学も与えられたとして両立しえるものと考えていたが、この書物での占星術などギリシア・ローマなどの異教徒の思想が濃かったため、インノケンティウス8世に異端として告発される。この書物は、フィチーノがもともと医者の息子で、アリストテレス派の医者から哲学を学んだことも踏まえて、実践的な占星術や自然魔術の在り方なども示している。これがパラゲルススなどに影響する。

### ロレンツォ没後
1492年、ロレンツォ・デ・メディチ死去に伴い、事実上プラトン・アカデミーは活動停止した。またロレンツォの後継者ピエロによって、フィチーノの弟子でもあったミランドラやポリツィアーノは毒殺されたという説もある。フィチーノも後援者を無くしたといえる。
この年に、ロレンツォの時代は黄金時代で多くの学問に加えて占星術が登場し完成したというような文を残している（"This century, like a golden age, has restored to light the liberal arts, which were almost extinct: grammar, poetry, rhetoric, painting, sculpture, architecture, music ... this century appears to have perfected astrology."）。
当初はサヴォナローラの神学を大いにたたえたらしい。ただし、サヴォナローナはロレンツォの頃のギリシア・ローマの思想の芸術を異教徒の思想として批判しているため、どのようにフィチーノが讃えたのかは不明。但し、「夭折したピコは死に臨んでサン・マルコ修道院の修道士として葬られんことをサヴォナローラに乞うた。」ともあり、讃えたのは事実だろう。
1498年、（メディチ家を追放した）サヴォナローラを反キリストとしてローマ教皇庁に告発している。これは署名なしの文書によるが、作者はフィチーノと目されている。これは『弁明』という著作のようで、「サヴォナローラの刑死の後、その徒としてローマから咎められることをおそれて書いた」もので、「サヴォナローラの悪口をいってひとびとの眉をひそめさせたという」。
1499年、フィレンツェ近郊のカレッジで死去。彼の功績はサンタ・マリア・デル・フィオーレ大聖堂に飾られた胸像とともに讃えられている。これは彼が同大聖堂の参事会員だったことも大きいであろう。

## 思想

De triplici vita, 1560

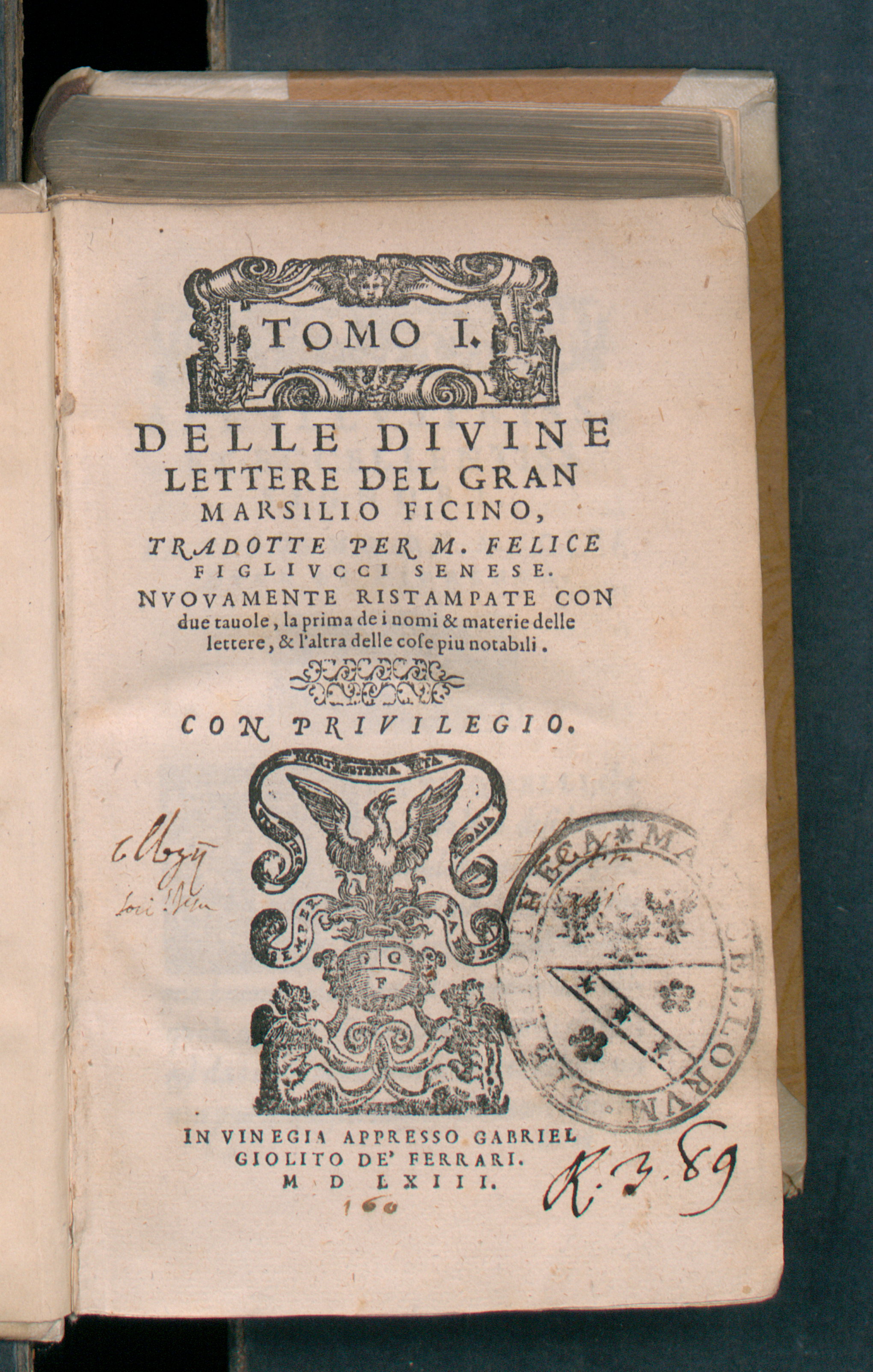
Delle divine lettere del gran Marsilio Ficino, 1563

フィチーノの人間観は次のようなものである。人間の魂は肉体に捕らえられている。人間の肉体と魂の一部（五感など）は動物と共通であるが、理性と知性を持つ点で動物と異なる。理性は五感から受け取った物事を分析、判断し、また想像力を働かせる能力である。また、知性は直接真理、イデアに到達し神の領域に近づく能力である。この意味で、人間は動物と神の中間にあり、様々な葛藤にさいなまれる不安定な存在であるが、理性によって現世で正しいことを行うとともに、知性によって真理と一体化することができる。
「フィチーノは瞑想に加えて学問的研鑽を積むことによって、人間は完成の域に近づき、現世の幸福のみならず来世での幸福も実現すると考えたのである。」「神が人間に向かうのではなく、人間が主体的に自らを高めることによって近づくのだ。人間はその能力を神の愛によって与えられたとする。」

### 占星術・自然魔術
彼はまた神話を天上の力の表現として貴び、その占星術的寓意的解釈に努めた。たとえば、ウェヌスを人間性そのもの、ヘルメスを最初（もしくはゾロアスターに次ぐ第二）の哲学者にして神学者、サトゥルヌスを人を知的探求に没頭させる存在として彼の宇宙論の主要な霊魂に位置づけた。「15，16世紀では、星の霊が多少とも地上の事件に影響するという考えはむしろ普通」であった。
ヘルメス文書（錬金術の書と勘違いされる場合が多いが、フィチーノの訳した文書はそうではない）の翻訳や実践的な占星術の研究も行っており、『三重の生について』 (De Vita Triplici, 1489)では惑星の力によって健康を得るすべなどを示した。
厳格なキリスト教の立場からは異端ともみなされかねない思想であったが、フィチーノ自身は神話や魔術、プラトン哲学はキリスト教と一致するものと考えていた。
またフィチーノはゾロアスターを東方の三博士の一人とみなすという奇抜な推論をしたようである。
またフィチーノは最近では自然魔術（自然の諸物の間の対立と調和・反感と共感・分離と結合を明らかにするもの）の祖と考えられるようになってきているようである。

### 魂の不死
①パドヴァ大学の自然主義的アリストテレス解釈（北イタリアの大学ではアリストテレスが主流だったが宮廷ではプラトンが支持されてきていた）に対抗、②キリスト教の主張を擁護、③サヴォナローラのつきたてた異教対キリスト教の問題を思弁によって解消を試みたというのが時代背景との照応。プラトン対話篇『パイドン』の主題であり、宗教における人間理解を目的とした。
肉体のある人間は有限だが、精神の魂は永遠を志向する。そのため、人間の精神の完成は肉体を越えて来世の生を加えた全体でなくてはならない。とする。

### プラトニックラブ
プラトン『饗宴』の注釈書である『愛について（邦題：恋の形而上学）』の中で使われたアモル・プラトニクスという言葉がプラトニック・ラブ（精神的な愛）の元になったという。ただし、現在でのプラトニック・ラブの概念とはかけ離れたものであった。
「「美」をもとめての存在の運動が「愛」である。そして人間精神における愛の運動は、物体を生物における美を見つつ、さらにそれを超えて内に「理性」へ「イデヤ」へとすすみ、最後に一者と一つになろうとするのである。」

### キリスト教徒の両立の論理
「「ヨハネによる福音書」19章11節を引いて、人間の知力は神にしか授けることはできないのだから、それは美徳であるとして、ギリシャ哲学をキリスト教を結びつけた」。
「プラトン的な美的汎神論とカトリックの人格神の思想が結合」させることによって両立させた。

### 新プラトン主義とフィチーノの思想が受け入れられた背景と、その後の影響
【受け入れられた背景】として
①スコラ哲学がしだいに瑣末なことに拘泥するようになるにつれて（具体的には何かは不明）、プラトン主義が再び優勢になった。
②新プラトン主義に同調したものには、アルベルティとピエロ・デラ・フランチェスカもいる。彼らは数学と幾何学によって建築や絵画に対して革新的な革命を起こした者たちである。プラトンの「幾何学は永遠の実在を知るための学問である（『国家』）」に代表されるように、幾何学を理想（「直観と、究極の現実が体現されたものとして数学を重視する」）の一つとしていたこと。また、「芸術を通じて神の創造を模倣することも求めた」上、「より美しくよりリアリスティックであるほど、神に近いと称賛された」など芸術家や学者による自然の再現が芸術によって成しえたことも背景。
、、、など芸術家によって「プラトンの信念を復活させる知的環境を整えた」とも考えた。
③当時の貴族は物質主義的ではあったけれども、なお…信心深かった」ため。「古代ギリシャの哲学は、世俗の金持ちにも神に近づく道を拓いてくれた」ため。
【その後の影響】
「プラトンの貴族的・エリート的価値観とフィレンツェの現実的・実務的価値観は次第に相容れなくなっていく。」「社会を革新しようとする高貴な激しい情熱は失われて、古典の世界の中に沈潜し、プラトン的な美的世界観をもって、精神的にも現実生活から離れた境地において、典雅な社交生活、隠遁生活を送ろうとする傾向にある。」

### 著書
- 『恋の形而上学　フィレンツェの人マルシーリオ・フィチーノによるプラトーン「饗宴」注釈』
左近司祥子訳、アウロラ叢書：国文社、1985年
- 『フィチーノ「ピレボス」注解　人間の最高善について』
左近司祥子・木村茂訳、アウロラ叢書：国文社、1995年

### 研究書
- アンドレ・シャステル『ルネサンス精神の深層　フィチーノと芸術』
桂芳樹訳、平凡社、1989年。ちくま学芸文庫、2002年
- D．P．ウォーカー『ルネサンスの魔術思想　フィチーノからカンパネッラへ』　
田口清一訳、平凡社、1991年。ちくま学芸文庫、2004年
- ヨアン・ペテル・クリアーノ『ルネサンスのエロスと魔術　想像界の光芒』 桂芳樹訳、工作舎、1991年
- 伊藤博明『ルネサンスの神秘思想』 - 「第3章　プラトン主義とキリスト教」
東京書籍、1995年。講談社学術文庫、2012年
- 『イタリア・ルネサンスの霊魂論　フィチーノ・ピコ・ポンポナッツィ・ブルーノ』
根占献一編著、三元社、1995年、新装版2013年 - 「第1部　マルシリオ・フィチーノ」
- 根占献一『共和国のプラトン的世界　イタリア・ルネサンス研究 続』 創文社、2005年